# Lukhumi Chkhvimiani
Lukhumi Chkhvimiani, né le 3 mai 1993, est un judoka géorgien concourant dans la catégorie des moins de 60 kg.
Il a obtenu la médaille d'or lors des championnats du monde de judo en 2019.

## Résultats
| Judo homme            | Judo homme            | Judo homme            |
| Représente la Géorgie | Représente la Géorgie | Représente la Géorgie |
| Championnats du monde | Championnats du monde | Championnats du monde |
| --------------------- | --------------------- | --------------------- |
| 1er                   | 2019 Tokyo            | –60 kg                |
| Jeux européens        |                       |                       |
| 1er                   | 2019 Minsk            | –60 kg                |
| Grand Slam IJF        |                       |                       |
| 1er                   | 2021 Kazan            | -60 kg                |
| 3ème                  | 2015 Baku             | -60 kg                |
| 3ème                  | 2018 Düsseldorf       | -60 kg                |
| 3ème                  | 2019 Düsseldorf       | -60 kg                |
| Grand Prix IJF        |                       |                       |
| 1er                   | 2017 Tbilisi          | -60 kg                |
| 1er                   | 2018 Tbilisi          | -60 kg                |
| 1er                   | 2019 Tbilisi          | -60 kg                |
| 3ème                  | 2014 Tbilisi          | -60 kg                |
| 3ème                  | 2015 Samsun           | -60 kg                |